# 중앙당 (노르웨이)
중앙당(노르웨이어: Senterpartiet 센테르파르티트[*])은 노르웨이의 중도주의 정당이다. 스웨덴 중앙당, 핀란드 중앙당, 덴마크 좌파당, 아이슬란드 중앙당과 같은 다른 노르딕 농본주의 정당과는 다르게 진보주의적 색채가 강하며, 따라서 노동당, 사회주의 좌파당, 심지어는 극좌정당인 노르웨이 적색당과도 연합하고 있다.
중앙당은 노르웨이의 농부들의 이익을 지키기 위해 노르웨이의 유럽 연합 가입에 반대하는 입장을 표명하고 있다. 또한 좌파 자유지상주의도 추구하고 있다. 2013년 노동당의 총선 패배에 따라 제2야당이 되었다. 2017년 총선 결과 진보당에 이은 제4당이다.

## 같이 보기
- 북유럽 농본주의